# Gemeindefusionen in Deutschland
Eine Gemeindefusion (auch Gemeindezusammenlegung oder Gemeindezusammenschluss) ist im deutschen Kommunalrecht der freiwillige oder erzwungene Zusammenschluss von mindestens zwei Gemeinden zu einer neuen Gemeinde als Rechtsnachfolgerin. Besitzen alle der fusionierenden Gemeinden Stadtrechte, so spricht man von Städtefusion.

## Rechtsfragen
Die Gemeindefusion ist kein kommunalrechtlicher Begriff. Vielmehr ist in § 16 HessGemO vorgesehen, dass aus Gründen des öffentlichen Wohls Gemeindegrenzen geändert, Gemeinden aufgelöst oder neu gebildet werden können. Dabei sind die beteiligten Gemeinden und Landkreise vorher zu hören. Werden durch die Änderung von Gemeindegrenzen die Grenzen von Landkreisen berührt, so bewirkt die Änderung der Gemeindegrenzen auch die Änderung der Kreisgrenzen. Gemeindegrenzen können freiwillig durch Vereinbarung der beteiligten Gemeinden mit Genehmigung der zuständigen Aufsichtsbehörde geändert werden. Die Vereinbarung muss von den Gemeindevertretungen der beteiligten Gemeinden mit der Mehrheit der gesetzlichen Zahl der Gemeindevertreter beschlossen werden. Nach § 16 Abs. 4 HessGemO können Gemeindegrenzen gegen den Willen der beteiligten Gemeinden nur durch Gesetz geändert werden. Das gilt auch für die Neubildung einer Gemeinde aus Teilen einer oder mehrerer Gemeinden. Durch Gemeindefusion wird das Ortsrecht der aufnehmenden Gemeinde ausgedehnt und das der beseitigten Gemeinde aufgehoben.

## Auswirkungen
Gemeindefusionen können sich vor allem auf Wohn- und Geschäftssitz, Wahlkreise, Schulen, Gemeindesteuern oder Sparkassen auswirken. 
So führten beispielsweise Gebietsänderungen aufgrund der Gebietsreform in Nordrhein-Westfalen zu erheblichen Übertragungen von Sparkassenzweigstellen. Durch die Gebietsreform in Nordrhein-Westfalen vom Januar 1975 verlor die Kreissparkasse Köln (KSK) 26 Zweigstellen an die Stadtsparkasse Köln; dieses „Köln-Gesetz“ brachte die Auflösung der ehemaligen Landkreise Köln und Bergheim mit sich, die im Erftkreis aufgingen. Die Übertragung der nunmehr außerhalb des Gewährträgergebiets liegenden Filialen der KSK wurde zum 30. Juni 1983 durch die Sparkassenaufsicht angeordnet. Der Oberbergische Kreis wurde im Januar 1985 Mitglied des Sparkassenzweckverbandes, wodurch die Kreissparkasse Waldbröl in der KSK Köln aufging; im Dezember 1988 erhielt die KSK Köln acht Filialen der Kreissparkasse Euskirchen.

## Durchgeführte Fusionen in Deutschland

### Gemeindefusionen nach Bundesländern
| Bundesland             | angelegte Artikel                                                                                |
| ---------------------- | ------------------------------------------------------------------------------------------------ |
| Baden-Württemberg      | Gebietsreform in Baden-Württemberg                                                               |
| Bayern                 | Gebietsreform in Bayern                                                                          |
| Brandenburg            | Liste der Gebietsänderungen in Brandenburg, Gemeindereform Brandenburg 2003                      |
| Hessen                 | Gebietsreform in Hessen                                                                          |
| Mecklenburg-Vorpommern | Liste der Gebietsänderungen in Mecklenburg-Vorpommern                                            |
| Niedersachsen          | Liste der Gebietsänderungen in Niedersachsen, Gebietsreform in Niedersachsen                     |
| Nordrhein-Westfalen    | Gebietsänderungen in Nordrhein-Westfalen, Gebietsreform in Nordrhein-Westfalen                   |
| Rheinland-Pfalz        | Gebietsreformen in Rheinland-Pfalz                                                               |
| Saarland               | Gebiets- und Verwaltungsreform im Saarland 1974                                                  |
| Sachsen                | Liste der Gebietsänderungen in Sachsen                                                           |
| Sachsen-Anhalt         | Liste der Gebietsänderungen in Sachsen-Anhalt, Gemeindegebietsreform in Sachsen-Anhalt 2004/2005 |
| Schleswig-Holstein     | Liste der Gebietsänderungen in Schleswig-Holstein seit dem 1. Januar 2000                        |
| Thüringen              | Liste der Gebietsänderungen in Thüringen, Gebietsreform in Thüringen                             |

### Beispiele (Auswahl)

#### Baden-Württemberg
| neuer Name              | aufgelöste Gemeinden | Jahr                                                 |
| ----------------------- | --- | ---------------------------------------------------- |
| Albstadt                | Ebingen (bereits Stadt), Onstmettingen, Pfeffingen, Tailfingen (bereits Stadt) | 1975                                                 |
| Bad Friedrichshall      | Kochendorf, Jagstfeld, Hagenbach | 1933, 1935 erweitert                                 |
| Ballrechten-Dottingen   | Ballrechten, Dottingen | 1971                                                 |
| Leinfelden-Echterdingen | Leinfelden, Echterdingen, Musberg, Stetten auf den Fildern | 1975                                                 |
| Villingen-Schwenningen  | Villingen (bereits Stadt) mit Teilort Obereschach, Schwenningen (bereits Stadt) mit Teilort Mühlhausen, Herzogenweiler, Pfaffenweiler, Rietheim, Tannheim, Marbach, Weigheim, Weilersbach | 1972, 1972 erweitert, 1974 erweitert, 1975 erweitert |
| Weinstadt               | Beutelsbach, Endersbach mit Teilort Strümpfelbach, Großheppach, Schnait | 1975                                                 |
| Wernau (Neckar)         | Pfauhausen, Steinbach | 1938                                                 |

#### Bayern
| neuer Name             | aufgelöste Gemeinden                                | Jahr |
| ---------------------- | --------------------------------------------------- | ---- |
| Dörfles-Esbach         | Dörfles, Esbach                                     | 1971 |
| Garmisch-Partenkirchen | Garmisch, Partenkirchen                             | 1935 |
| Seefeld                | Hechendorf a.Pilsensee, Meiling, Oberalting-Seefeld | 1978 |

#### Hessen
| neuer Name       | aufgelöste Gemeinden | Jahr                                |
| ---------------- | --- | ----------------------------------- |
| Ahnatal          | Heckershausen, Weimar | 1972                                |
| Alsbach-Hähnlein | Alsbach, Hähnlein | 1977                                |
| Baunatal         | Altenbauna, Altenritte, Großenritte, Guntershausen, Hertingshausen, Kirchbauna, Rengershausen                                   | 1964; 1966, 1971 und 1972 erweitert |
| Fuldatal         | Ihringshausen, Knickhagen, Rothwesten, Simmershausen, Wahnhausen, Wilhelmshausen                                                | 1970                                |
| Habichtswald     | Dörnberg, Ehlen | 1972                                |
| Niestetal        | Heiligenrode, Sandershausen | 1972                                |
| Oberzent         | Beerfelden (bereits Stadt), Hesseneck, Rothenberg, Sensbachtal                                                                  | 2018                                |
| Schwalmstadt     | Treysa (bereits Stadt), Ziegenhain (bereits Stadt) und weitere Gemeinden                                                        | 1970                                |
| Taunusstein      | Bleidenstadt, Hahn, Neuhof, Seitzenhahn, Watzhahn, Wehen, Hambach, Niederlibbach, Orlen und Wingsbach                           | 1971                                |
| Wesertal         | Oberweser (Arenborn, Gewissenruh, Gieselwerder, Gottstreu, Heisebeck, Oedelsheim) + Wahlsburg (Lippoldsberg, Vernawahlshausen), | 2020                                |

#### Saarland
| neuer Name          | aufgelöste Gemeinden                                                                                               | Jahr |
| ------------------- | --- | ---- |
| Mandelbachtal       | Bebelsheim, Bliesmengen-Bolchen, Erfweiler-Ehlingen, Habkirchen, Heckendalheim, Ommersheim, Ormesheim, Wittersheim | 1974 |
| Rehlingen-Siersburg | Rehlingen, Siersburg und 8 weitere                                                                                 | 1974 |

## Nicht durchgeführte Fusionen in Deutschland
- Eschbachtal in Hessen: stattdessen wurden die sechs Gemeinden 1972 in die kreisfreie Stadt Frankfurt am Main bzw. nach Bad Homburg im Hochtaunuskreis eingemeindet.
- Schönreuth in Baden-Württemberg: stattdessen wurden die vier Gemeinden 1973 und 1974 nach Ettlingen bzw. Malsch – beide im Landkreis Karlsruhe – eingemeindet.